# 宗倫匡
宗 倫匡（知忠、そう ともただ、Tomotada Soh、1943年6月11日 - ）は、東京生まれのヴァイオリニストである。

## 経歴

### 高校時代まで
6歳からヴァイオリンを始め、鷲見三郎に師事した。1956年、第10回全日本学生音楽コンクール全国大会中学生の部で第1位を受賞。1959年、桐朋女子高等学校に進む。高校1年生の時、第28回日本音楽コンクールで第1位特賞を受賞した。高校3年生の1963年、ジュネーブ国際コンクールに出場し、第1位なしの第2位を受賞した。

### ヨーロッパ留学時
1964年、パリ音楽院に留学し、ルネ・ベネディティに師事。同年、パガニーニ国際コンクールに出場し第4位を受賞した。同音楽院を首席で卒業後、ヨゼフ・シゲティに師事し、その助手も務めた。1967年、ロン＝ティボー国際コンクールで第5位を受賞。

## 演奏活動
ロンドンを本拠地として活動している。また、サイトウ・キネン・オーケストラ、水戸室内管弦楽団のコンサートマスターも務める。

## 教職
英国王立音楽院教授、東京音楽大学教授、大阪音楽大学教授を務めている。

## 出演番組
- バイオリンのおけいこ（NHK教育）